# Ulf Lundstedt
Ulf Agne Lundstedt, född 17 november 1937, är en svensk idrottsman (långdistanslöpare). Han tävlade för IF Castor.
Lundstedt vann SM-guld på 5 000 meter år 1960.